# 1A busz (Békés)
A békési 1A jelzésű autóbusz egy helyi betétjárat, ami a Volán-telep és Fürdő között közlekedik alkalmanként Ibrányt, Szécsénykertet, Borosgyánt és az Újvárost érintve. A viszonylatot a Volánbusz üzemelteti.

## Megállóhelyei
(A sok fajta útvonal miatt a kilométer kihagyva.)
| 1A (Volán-telep (► Autóbusz-állomás) ◄► Ibrány ◄► Szécsénykert ◄► Borosgyán ◄► Újváros ► Fürdő ► Szántó utca) | 1A (Volán-telep (► Autóbusz-állomás) ◄► Ibrány ◄► Szécsénykert ◄► Borosgyán ◄► Újváros ► Fürdő ► Szántó utca) | 1A (Volán-telep (► Autóbusz-állomás) ◄► Ibrány ◄► Szécsénykert ◄► Borosgyán ◄► Újváros ► Fürdő ► Szántó utca) | 1A (Volán-telep (► Autóbusz-állomás) ◄► Ibrány ◄► Szécsénykert ◄► Borosgyán ◄► Újváros ► Fürdő ► Szántó utca) | 1A (Volán-telep (► Autóbusz-állomás) ◄► Ibrány ◄► Szécsénykert ◄► Borosgyán ◄► Újváros ► Fürdő ► Szántó utca) | 1A (Volán-telep (► Autóbusz-állomás) ◄► Ibrány ◄► Szécsénykert ◄► Borosgyán ◄► Újváros ► Fürdő ► Szántó utca) | 1A (Volán-telep (► Autóbusz-állomás) ◄► Ibrány ◄► Szécsénykert ◄► Borosgyán ◄► Újváros ► Fürdő ► Szántó utca) | 1A (Volán-telep (► Autóbusz-állomás) ◄► Ibrány ◄► Szécsénykert ◄► Borosgyán ◄► Újváros ► Fürdő ► Szántó utca) |
| Sorszám (↓)                                                                                                   | Megállóhely                                                                                                   | Perc (↓) | Perc (↓) | Perc (↓) | Perc (↓) | Átszállási kapcsolatok                                                                                        | |
| --- | --- | --- | --- | --- | --- | --- | --- |
| 0 | Volán-telep végállomás                                                                                        | 0 | 0 | 0 | 0 | 1 4801, 4805, 4816                                                                                            | |
| 1 | Vágóhíd | 1 | 1 | 1 | 1 | 1 1346, 1441 4801, 4805, 4816                                                                                 | |
| 2 | Kormos malom                                                                                                  | 3 | 3 | 3 | 3 | 1 | |
| 3 | Autóbusz-állomás vonalközi végállomás                                                                         | 5 | – | – | – | 1346, 1374, 1441 4800, 4801, 4805, 4810, 4813, 4816, 4847, 4887                                               | |
| 4 | Bocskai utca                                                                                                  | – | 5 | – | – | – | |
| 5 | Kasza utca | – | 6 | – | – | – | |
| 6 | Jantyik utca                                                                                                  | – | 7 | 7 | 6 | – | |
| 7 | Szántó utca                                                                                                   | – | 8 | 8 | 7 | – | |
| 8 | Szociális otthon                                                                                              | – | 11 | – | – | 1B | |
| 9 | Veres Péter tér                                                                                               | – | 12 | – | – | 1B | |
| 10 | Hőzső utca | – | 13 | – | – | 1B | |
| 11.1 | Szabó Dezső utca                                                                                              | – | 16 | – | 9 | – | |
| 11.2 | Városháza | – | – | 11 | – | 1, 1B 1346, 1441 4801, 4805, 4810, 4813, 4816, 4887                                                           | |
| 12 | Hunyadi utca                                                                                                  | – | – | 15 | – | – | |
| 13 | Hepp Ferenc iskola vonalközi végállomás                                                                       | – | 20 | 18 | 13 | – | |
| 14 | Fürdő vonalközi végállomás                                                                                    | – | 25 | 21 | – | 1, 1B | |
| 15 | Szabó Dezső utca                                                                                              | – | – | 23 | – | – | |
| 16 | Szántó utca végállomás                                                                                        | – | – | 25 | – | – | |